# Theosophische Gesellschaft in Amerika
Die Theosophische Gesellschaft in Amerika ist eine theosophische Organisation, die aus der 1875 in New York gegründeten Theosophischen Gesellschaft (TG) hervorging. Die Spaltung erfolgte am 28. April 1895 unter William Quan Judge. Im Laufe der Zeit änderte sie mehrmals ihren Namen und „firmiert“ heute unter Theosophische Gesellschaft Pasadena.

## Vorgeschichte
Am 17. November 1875 gründeten Helena Blavatsky, Henry Steel Olcott, William Quan Judge u. a. in New York City die Theosophische Gesellschaft (TG). Olcott wurde Präsident und Judge Generalsekretär der neuen Organisation. Blavatsky und Olcott verließen Ende 1878 die USA und verlegten das Hauptquartier der TG nach Adyar in Indien. Judge blieb in New York und leitete die TG in den USA. Im Oktober 1886 war in New York die Amerikanische Sektion der TG (ASTG) entstanden und Judge zu dessen Generalsekretär gewählt worden. Die ASTG war der Zentrale in Adyar unterstellt. Judge unternahm Reisen und hielt zahlreiche Vorträge, welche zur Gründung neuer Zweige und Zentren in den USA führte. Dadurch wuchs die ASTG von etwa 12 Logen bei der Gründung im Oktober 1886 auf 101 Logen bis zur Trennung von Adyar.
Nachdem Blavatskys 1891 verstorben war, gab Olcott seine Absicht bekannt, als Präsident der TG in Adyar zurücktreten zu wollen. Daraufhin schlugen die ASTG und die Europäische Sektion der TG Judge als Nachfolger vor. Die europäische Sektion glaubte, Olcott sei offiziell zurückgetreten und wählte Judge als neuen Präsidenten. Als Olcott davon erfuhr, widerrief er seine Rücktrittsabsicht. Diese Verwirrungen führten zu gegenseitigem Misstrauen und Anschuldigungen, die das Klima in der TG vergifteten. Zusätzlich verschärft wurde die Situation durch Annie Besant, die mit ihrer hinduistischen Ausrichtung neue Spannungen in die TG brachte und nach und nach an Einfluss gewann. Am 28. April 1895 erklärte die ASTG ihren Austritt aus der TG und wählte Judge zu ihrem Präsidenten auf Lebenszeit.
Nur 26 Logen blieben in der ASTG und damit bei Olcott, 75 Logen gingen mit Judge und begründeten die Theosophical Society in America (Theosophische Gesellschaft in Amerika (TGinA)). Diese erklärte sich als von der TG in Adyar unabhängig (Judge Case). Es folgten weitere Spaltungen die jeweils von sich behaupteten die "wahre" und "echte" Theosophie zu vertreten.
Olcott schloss daraufhin die abgetrennten Gruppen aus der nun Theosophische Gesellschaft Adyar (Adyar-TG) genannten TG aus und anerkannte am 5. Juli 1895 die bei ihm verbliebenen 26 Logen. Diese wurden weiterhin von der Adyar unterstellten ASTG, unter ihrem neuen Generalsekretär Alexander Fullerton, geführt und reorganisiert.

## TGinA unter Hargrove
Judge gewährte den einzelnen Logen und Zentren seiner Organisation weitgehende Autonomie. In seinem letzten Lebensjahr wuchs die TGinA wieder auf rund 100 Logen. Er hinterließ keine Nachfolgeregelung. Katherine Tingley schlug auf einem Kongress in New York Ende April 1896 Ernest T. Hargrove als (Übergangs-)Präsident und Nachfolger Judges vor.

## Universal Brotherhood and Theosophical Society
Am 13. Januar 1898 gründete Tingley in New York die International Brotherhood Organisation (IBO =Internationale Bruderschaftsorganisation). Auf einem Kongress in Chicago, am 18. Februar 1898, wurde Tingley als Präsidentin der IBO und der TGinA gewählt und die TGinA der IBO unterstellt. Beide zusammen firmierten ab diesem Zeitpunkt als Universal Brotherhood and Theosophical Society (UBTS) mit Tingley als Präsidentin. Auf diesem Kongress ließ sie sich mit umfassenden Vollmachten ausstatten, die ihr vollständige Gewalt über alle Zentren und Logen der TGinA samt deren Führungsmannschaften einräumte.
Bei Judge stand die Verwirklichung der esoterisch-okkult-religiösen Gedanken der Theosophie im Vordergrund, Katherine Tingley erweiterte dieses Gebäude um soziale und erzieherische Aspekte. Daraufhin wandten sich in den ersten Jahren ihrer Präsidentschaft mehrere theosophische Gruppen und Logen von der UBTS ab um eigene Organisationen zu gründen.
Am 13. Februar 1900 verlegte Tingley die Zentrale von New York nach Point Loma bei San Diego in Kalifornien, wo sie ein theosophisches Weltzentrum und die theosophische Gemeinschaft Lomaland aufbaute. Später bürgerte sich die Bezeichnung Theosophische Gesellschaft Point Loma (TG-Point Loma) für die UBTS ein. 

### Spaltungen
- Hargrove erkannte seine Absetzung auf dem den Chicagoer Kongress am 18. Februar 1898 nicht an, erklärte diese für illegal und berief seinen eigenen Kongress in einem anderen Raum ein. Auf diesem wählten seine Anhänger A. H. Spencer zum Präsidenten der TGinA und erklärten die Statuten, welche Judge am 28. April 1895 der TGinA gegeben hatte, als richtungsweisend. Die Gruppe hatte 200 Anhänger. Bei Tingley verblieben 5800. Dadurch gab es zwei TGinAs: die tingleysche TGinA, welche sich seit dem Kongress UBTS nannte, und die Theosophische Gesellschaft in Amerika.
- Ende 1898 kam es zur zweiten Spaltung, als Francia A. La Due und William H. Dower aus der UBTS-Loge in Syracuse austraten, um den Tempel der Menschheit zu gründen, dem sich bald weitere UBTS-Logen anschlossen.
- The Theosophical Society of New York, auch Independent Theosophical Society genannt, trat unter J.H. Salisbury, Donald Nicholson und Harold W. Percival 1899 aus der UBTS aus, um die Theosophie im Sinne Judges fortzuführen.
- Alice L. Cleather kehrte der UBTS 1899 den Rücken und ihre Anhänger gründeten später in London die Blavatsky Association.
- Robert Crosbie verließ 1904 die UBTS und gründete 1909 die United Lodge of Theosophists (ULT) in Los Angeles.
- Daneben gab es noch eine Reihe weiterer unbedeutender oder nur kurzzeitig existierender Neugründungen. Manche Logen schlossen sich auch der ASTG, und damit der Adyar-TG unter Olcott an.

## Theosophische Gesellschaft Point Loma
Nach dem Tod Katherine Tingley’s, am 11. Juli 1929, wurde Gottfried de Purucker am 26. Juli 1929 vom Führungsgremium der UBTS zum Präsidenten ernannt. Am 1. September dieses Jahres änderte er den Namen von UBTS auf Theosophical Society (= Theosophische Gesellschaft (TG)). Da dies zu Verwechslungen mit der Adyar-TG führte, sprach man allgemein von der TG-Point Loma. Neben der Namensänderung nahm Purucker auch eine Kursänderung vor und gewährte den Logen und Zentren weitestgehende Autonomie.

## Theosophische Gesellschaft Covina
Am 29. Juni 1942 verkaufte Purucker Lomaland aus finanziellen Gründen und verlegte das Hauptquartier nach Covina, an einen wesentlich kleineren, und günstigeren, Standort. Fortab hieß die Gruppe TG-Covina. Nach Puruckers Tod, am 27. September 1942, übernahm Iverson L. Harris die Leitung. Am 22. Oktober 1945 wurde Arthur L. Conger zum neuen Präsidenten ernannt.
Aus finanziellen Gründen musste Covina aufgegeben werden. In den Jahren 1950 und 1951 erfolgte in mehreren Etappen der Umzug nach Pasadena und Altadena, in 3 separate, kleinere Domizile, wo sich die Gesellschaft heute (2006) noch befindet; die Bezeichnung lautete nun Theosophischen Gesellschaft Pasadena. Nach Congers Tod 1951, wurde James A. Long, nach einer umstrittenen Wahl, die eine weitere Spaltung zur Folge hatte, zum neuen Präsidenten gewählt. Nach seinem Tod 1971, übernahm Grace F. Knoche (geb. 15. Februar 1909) die Präsidentschaft und nach deren Tod am 18. Februar 2006 übernahm Randell C. Grubb (geb. 1. August 1951) dieses Amt.

## Weitere Spaltungen
Im Streit um die Nachfolge Congers zwischen William Hartley und James A. Long setzte sich Long durch und wurde Präsident der TG-Pasadena. Unstimmigkeiten bei der Wahl Longs führten zu einer Spaltung der TGinA durch das Ausscheiden der Holländischen Sektion unter ihrem Präsidenten D.J.P. Kok im Jahr 1951. Dem holländischen Beispiel folgten weltweit weitere TG-Pasadena-Logen.
Zur Abgrenzung von der TG-Pasadena nannten sich die ausgetretenen Logen Theosophische Gesellschaft Point Loma-Covina. Beide Gruppen, TG-Pasadena und TG-Point Loma-Covina, bestehen bis heute (2006). Dabei hat die TG Point Loma-Covina kein eigentliches Hauptquartier, sondern jede Loge orientiert sich an den Richtlinien aus der Zeit bis 1951.